# Коміссарова Марія Іванівна
Марі́я Іва́нівна Комісса́рова (рос. Мария Ивановна Комиссарова; *22 липня 1900, с. Андреєвське, нині Костромська область, Російська імперія — 28 липня 1994, Санкт-Петербург, Росія) — російська поетеса, перекладачка. Дружина М. Л. Брауна. Премія імені Максима Рильського (1982).

## З життєпису
Закінчила Ленінградський педагогічний інститут (1927).
Член ради з української літератури Спілки письменників СРСР.
Друкувалася від 1923 року.
У 1960–70-х роках відкрито підтримала О. Солженіцина.

## Письменницька і перекладацька діяльність
Марія Коміссарова — авторка книг:
- «Первопуток» (1928);
- «Переправа» (1932);
- «Встреча» (1936);
- «Лиза Чайкина: Поэма» (1955; 1986);
- «Стихи о Ленинграде» (1967);
- «Ожидание встречи» (1973);
- «Всем расстояниям вопреки» (1979; усі — Ленінград);
- «Еще не вечер» (Москва, 1981);
- «Избранное» (Ленинград, 1984).

Один з головних образів у творчості — «мала батьківщина» Кострома як уособлення Росії.
На слова Коміссарової створені пісні, зокрема «Урал-богатырь», «Уральская партизанская».
Переклала деякі твори українських (Т. Шевченка, І. Франка, Лесі Українки, П. Тичини, М. Рильського, В. Сосюри, А. Малишка, П. Воронька, Д. Павличка) і білоруських поетів.
Переклади М. Коміссарової Шевченкових поезій («Лилея», «И вырос я на чужбине», «В той Екатерины», «В воскресенье не гуляла», «Закувала кукушка», «На Пасху, на соломе») вміщено у російських виданнях його творів.
Про роботу над перекладами розповіла в статті «Огни большой поэзии» (1960), «Его бессмертие» («Литература и жизнь», 1961, 10 марта) і «Солнце украинской поэзии» (1961).

## Марія Коміссарова і Україна
М. І. Коміссарова присвятила вірші Т. Шевченкові («Великое слово Тараса», 1961; «Тебе, Украина!», 1964), Лесі Українці, І. Франкові, П. Тичині, В. Сосюрі, М. Рильському, М. Бажану, Л. Первомайському.
Брала активну участь в оргагізації Меморіальної майстерні-музею Т. Шевченка в Ленінграді, літературних вечорів і ювілейних вшанувань його пам'яті. У складі делегації ленінградських письменників приїздила в Україну для участі в заходах до 100-річчя від дня смерті й 150-річчя від дня народження Кобзаря. Виступала з привітанням на 10-й наук. Шевченківській конференції (1961).
Окремі твори К. переклали М. Рильський, П. Тичина, Д. Павличко, І. Драч, Л. Забашта, Т. Коломієць та інші.